# Кенігсон Володимир Володимирович
Володимир Володимирович Кенігсон (рос. Владимир Владимирович Кенигсон; 7 листопада 1907 — 17 листопада 1986) — радянський актор кіно і театру. Народний артист СРСР (1982).

## Життєпис
Володимир Кенігсон народився в Сімферополі в родині адвоката Володимира Петровича Кенігсона. У 1925 році закінчив студію при Сімферопольському драматичному театрі та стажистом. З 1927 по 1928 та з 1933 по 1934 роки працював актором цього театру. З 1928 року, з перервами, по 1942 рок був актором Дніпропетровський академічний театр російської драми ім. М. Горького (зараз — Дніпровський академічний театр драми і комедії). У 1930—1931 роках був актором Першого пересувного театру Української РСР (Суми, Херсон, Вінниця, зараз — Національний академічний драматичний театр імені Івана Франка). З 1941 року перебував в евакуації з Дніпропетровським академічним театром російської драми ім. М. Горького в місті Барнаул. В 1942 році в тому ж місті був розміщений Камерний театр під керівництвом О. Я. Таїрова з Москви. Таїров побачив Кенігсона на сцені та запросив до своєї трупи.  
Протягом 1940-1949 років В. Кенігсон працював у Камерному театрі під керівництвом Олександра Таїрова, де став партнером Аліси Кунен у виставах «Пані Боварі» (роль Родольфа) та інших. Після закриття Камерного театру в 1949 році за порадою Таїрова Кенігсон вступив до Малого академічного театру.
В ті ж роки Володимир Кенігсон також знявся у фільмі Михайла Чіаурелі «Падіння Берліна», де виконав роль нацистського генерала Кребса. За це Кенігсон був нагороджений Сталінською премією, яку йому вручив сам Йосип Сталін, він був у захваті від майстерності Кенігсона. Саме тому з перших же кроків Кенігсон зайняв важливу посаду в трупі на одній з найстаріших сцен.
У 1949-1986 роках Кенігсон був постійним членом трупи Малого академічного театру в Москві. Там його партнерами по сцені були такі зірки як Еліна Бистрицька, Борис Бабочкин, Михайло Жаров, Віктор Павлов, Юрій Соломін та багато інших видатних акторів. Він зіграв понад 60 ролей на сцені та понад 30 ролей у кіно та телебаченні. Також він працював над дубляжем іноземних фільмів і мультфільмів, тож серед акторів, що розмовляють його голосом —  Жан Габен, Луї де Фюнес і Тото.
Володимир Кенігсон був похований на Ваганьковському кладовищі на 58 місці поруч зі своїм зятем Олексієм Ейбоженком.

## Особисте життя
- Донька — Наталія Кенігсон
- Зять — актор Олексій Ейбоженко
- Онук — теле- та радіоведучий Олексій Ейбоженко-молодший

## Вибрана фільмографія
- Падіння Берліна (1950) — Ганс Кребс
- Незабутній рік 1919 (1951) — Пол Дюкс
- Атестат зрілості (1954) — Страхов Петро Германович
- Вогняні милі (1957) — Сергій Беклемішев
- Майор Вихор (1967) — Трауб
- Пасажир з «Екватора» (1968) — Павло Габуш
- Сімнадцять миттєвостей весни (1973) — ексміністр Краузе
- Втеча містера Мак-Кінлі (1975) епізод
- Місячна веселка (1983) — Чарльз Роган

## Вибрані іноземні фільми
- «Чорний тюльпан» (1964) — замість Роберта Мануеля у ролі принца Александра де Грасіяк де Морван-Ле-Бро
- Фантомас (1964) — замість Луї де Фюнеса у ролі комісара Жюва
- Роззява (1965) — замість Луї де Фюнеса у ролі Леопольда Сарояна
- Фантомас розлютився (1965) — замість Луї де Фюнеса у ролі комісара Жюва
- Ресторан пана Септіма (1966) — замість Луї де Фюнеса у ролі містера Септіма, боса великого паризького ресторану
- Фантомас проти Скотланд-Ярду (1967) — замість Луї де Фюнеса у ролі комісара Жюва
- Оскар (1967) — замість Луї де Фюнеса у ролі Бертрана Барньє
- Ромео і Джульєтта (1968) — Антоніо П'єрфедерічі в ролі лорда Монтегю
- Людина-оркестр (1970) — замість Луї де Фюнеса в ролі Евана Еванса
- Повторний шлюб (1971) — замість П’єра Брассера у ролі Госселіна
- Високий блондин у чорному черевику (1972) — замість Бернарда Бліє в ролі Бернарда Мілана
- Оклахома, якою вона є (1973) — замість Джека Пеланса у ролі Геллмана

## Вибрані мультфільми
- Крокодил Гена (1969) — продавець
- Летючий корабель-привид (1969) — містер Куросіо (радянський дубляж)
- Синій птах (1970) — Багач
- Таємниця третьої планети (1981) — робот-офіціант, робот з планети Шелезяка